# Uberlândia EC
Uberlândia Esporte Clube – brazylijski klub piłkarski z siedzibą w mieście Uberlândia leżącym w stanie Minas Gerais.

## Osiągnięcia
- Mistrz drugiej ligi brazylijskiej (Campeonato Brasileiro Série B): 1984
- Mistrz drugiej ligi stanu Minas Gerais (Segunda Divisão Mineira): 1962, 1999, 2015

## Historia
Klub Uberlândia założony został 1 listopada 1922 roku. Obecnie gra w drugiej lidze stanu Minas Gerais.